# Тургай (река)
Тургай (на казахски: Торғай; на руски: Тургай) е река в Казахстан (Костанайска и Актобенска област), вливаща се в солончака Шалкартениз, разположен в най-южната част на Тургайската падина. Дължина 827 km. Площ на водосборния басейн 157 000 km²..
Река Тургай се образува от сливането на реките Кара-Тургай (лява съставяща) и Жалдама (дясна съставяща), водещи началото си от западната част на Казахската хълмиста земя), на 135 m н.в., на 5 km южно от районния център село Амангелдъ, Костанайска област. Тече в югозападна и южна посока през Тургайската падина в широка и плитка долина. По време на пълноводие се влива от югозапад в големия солончак Шалкартениз. Основни притоци: леви – Кара-Тургай, Кобърга; десни – Жалдама, Токанай, Улкаяк, Иргиз. Има предимно снежно подхранване. През лятото в долното течение на отделни участъци пресъхва и водата ѝ се засолява. Среден годишен отток 9 m³/sec. Замръзва през ноември, а се размразява през април. По течението ѝ са разположени около 20 малки населени места, в т.ч. районния център село Тургай в Костанайска област. В басейнът ѝ се разработват находища на желязна руда и други минерали.